# 시드와 낸시
시드와 낸시(Sid And Nancy)는 영국에서 제작된 알렉스 콕스 감독의 1986년 드라마, 멜로/로맨스 영화이다. 게리 올드만 등이 주연으로 출연하였고 에릭 펠너 등이 제작에 참여하였다.

## 출연

### 주연
- 게리 올드만
- 클로이 웹

### 조연
- 데이비드 헤이먼
- 데비 비숍
- 앤드류 슈필드
- 잰더 버클리
- 페리 벤슨
- 토니 런던

## 제작진
- 공동제작: 피터 맥카시
- 협력프로듀서: 피터 자크
- 협력프로듀서: 애비 울
- 미술: 린다 버트뱅크
- 미술: J. 래 폭스
- 미술: 앤드류 맥얼핀
- 의상: 캐시 쿡
- 의상: 데다 드래머스
- 배역: 루시 보울팅
- 배역: 빅토리아 토머스